# ZiS-30
Lo ZiS-30 è stato un cacciacarri leggero ideato in Unione Sovietica nell'estate 1941, costruito e impiegato durante la seconda guerra mondiale, nel contesto delle prime fasi dei combattimenti sul fronte orientale. Ottenuto con l'installazione di un cannone anticarro da 57 mm sul trattore d'artiglieria T-20 Komsomolec, questo veicolo rappresentava una soluzione d'emergenza: la carenza di veicoli appositi in questa categoria, però, fece sì che continuasse a essere utilizzato fino al tardo 1942, a dispetto dell'instabilità durante le operazioni di sparo, la visibilità e l'inadeguatezza della base cingolata.

## Storia

### Sviluppo
Il 22 giugno 1941 la Germania nazista dette inizio all'operazione Barbarossa con lo scopo di annientare l'Unione Sovietica: l'attacco, sebbene fosse stato previsto da alcuni dirigenti sovietici, colse assolutamente di sorpresa Stalin, che non credeva possibile un movimento offensivo tedesco già in quell'anno. L'Armata Rossa subì diverse disfatte e perdite assai gravi, ma riuscì a rallentare l'avanzata avversaria e dunque a far guadagnare tempo. Il 1º luglio il Ministero delle Armi ignorò i progetti di cacciacarri, artiglieria o cannoni antiaerei semoventi fino ad allora proposti (invero quasi tutti stagnanti nella fase sperimentale) ed emise nuove specifiche: entro il 15 luglio dovevano essere presentati prototipi di un cannone antiaereo semovente da 37 mm, di uno da 85 mm e di un cacciacarri con un pezzo da 57 mm. Quest'ultimo ordine fu preso in carico dalla Fabbrica Numero 92 di Gor'kij dove si riunì un imponente ufficio tecnico sotto la guida del progettista capo P. F. Murav'ev, per terminare il lavoro nei ristretti tempi concessi dal ministero. Ai collaudi la Fabbrica Numero 92 giunse con due veicoli guida, denominati ZiS-30 e ZiS-31. Il primo mezzo era basato sul piccolo trattore d'artiglieria T-20 Komsomolec, armato con l'affidabile cannone ZiS-2 da 57 mm del quale era stata preservata la scudatura. Il secondo prototipo possedeva la stessa dotazione offensiva ma era stato ricavato dall'autocarro GAZ-AAA. I test, svoltisi tra la metà di luglio e agosto, evidenziarono come lo ZiS-31 fosse più stabile durante le operazioni di fuoco; tuttavia la superiore mobilità dello ZiS-30 su terreni fortemente sconnessi o fangosi portò la commissione militare a scegliere quest'ultimo modello per la produzione in massa. La denominazione ufficiale del nuovo cacciacarri era "cannone anticarro ZIS-2 da 57 mm" ma rimase più diffusa la designazione di progetto ZiS-30.

### Produzione
La fabbrica di Gor'kij ebbe ordine di iniziare la costruzione dello ZiS-30 dal 1º settembre 1941, ma ciò non fu possibile perché l'impianto Numero 37 di Mosca, l'unico che all'epoca produceva il Komsomolec, era stato bruscamente riconvertito alla fabbricazione di carri armati. Fu dunque deciso di requisire i trattori già in uso presso le unità dell'Esercito, accettando il fatto che si trattava di mezzi già logorati da anni di duro servizio e, pertanto, in non buone condizioni. La linea d'assemblaggio fu infine aperta il 21 settembre e completò 101 esemplari fino al 15 ottobre 1941: una di queste unità era un secondo mezzo sperimentale. Inoltre, probabilmente per carenza di pezzi da 57 mm, fu consegnato un singolo veicolo armato con un cannone anticarro M1937 da 45 mm e indicato come "SU-45". Dopo la metà di ottobre la produzione dello ZiS-30 ebbe fine poiché non erano più disponibili i trattori Komsomolec.

### Impiego operativo
Lo ZiS-30 entrò in servizio alla fine del settembre 1941 e fu distribuito ai reparti anticarro e alle brigate corazzate dei Fronti Occidentale e Sudoccidentale, le quali assommavano a venti unità. Le azioni in battaglia delinearono l'utilità e la micidialità di questo genere di veicolo, visto che il pezzo ZiS-2 era in grado di distruggere qualsiasi blindato avversario anche sulle lunghe distanze. Tuttavia lo ZiS-30 era afflitto da varie deficienze: il piccolo scafo del Komsomolec non poteva contenere una ragionevole quantità di munizioni e non v'era spazio per una radio; il peso del cannone generava forti sollecitazioni alla meccanica e il peso complessivo metteva sotto sforzo costante sia il motore, sia le sospensioni. Il serbatoio era poco capiente e infine la metà dell'equipaggio operava in pratica all'aperto, perché la postazione del cannone era del tutto scoperta. Tutti questi motivi spiegano la relativa brevità del servizio dello ZiS-30, messo da parte non appena furono concepiti veicoli meglio protetti ed equipaggiati. Ciononostante lo sgraziato cacciacarri continuò a combattere in prima linea fino all'estate-autunno 1942, subendo gravi perdite sia per la reazione tedesca che per guasti meccanici.

## Caratteristiche
Lo ZiS-30 rappresentava una soluzione d'emergenza per rendere più mobili i reparti anticarro dell'Armata Rossa. Le sue dimensioni erano 3,45 metri di lunghezza per 1,86 metri di larghezza, con un'altezza di 2,20/2,44 metri. La bocca da fuoco selezionata per armarlo era lo ZiS-2 da 57 mm, sviluppato durante il 1940 ed entrato in servizio l'anno successivo; l'otturatore era a scorrimento verticale e sia il brandeggio sia l'alzo erano limitati, ma era apprezzato per le sue eccellenti capacità distruttive e per il rateo di fuoco relativamente elevato – 25 colpi al minuto con serventi bene addestrati. Il pezzo era montato su un affusto con snodo a sfera a sua volta inchiavardato dietro il comparto dell'equipaggio del trattore d'artiglieria T-20 Komsomolec. Quando impiegava granate APCR (Armour-Piercing, composed rigid) contro lastre d'acciaio inclinate di 30° dalla verticale, il cannone era in grado di penetrare fino a 100 mm; il valore di penetrazione diminuiva a 86 mm per il proiettile APHE (Armour-Piercing, High Explosive) sparato nelle stesse condizioni. Dalla distanza di 500 metri la normale granata perforante trapassava fino a 84 mm di acciaio inclinato di 60°. Per tentare di risolvere o moderare la persistente instabilità verificata durante le operazioni di fuoco furono fissati, al retro dello scafo, due vomeri su braccia estendibili. L'armamento era completato da una mitragliatrice leggera Degtjarëv da 7,62 mm, dotazione standard per tutti i T-20 installata in casamatta nello scafo anteriore destro.
Il Komsomolec era un veicolo cingolato progettato nel 1936 e diffuso a partire dal 1937: i suoi compiti principali sul campo di battaglia erano il traino di vari pezzi d'artiglieria, il trasporto di munizioni o vettovaglie e volendo anche di piccoli nuclei di fanteria. Il veicolo spinto da un GAZ M1 a 4 cilindri erogante 50 hp e presentava un treno di rotolamento a quattro ruote a raggiera, accoppiate a due carrelli snodati sorretti da sospensioni a balestra. La corazzatura era spessa al massimo 10 mm sul muso e sul fronte del veicolo, diminuiva a 7 mm per fianchi e retro. Nel progetto dello ZiS-30 non fu eseguita alcuna modifica a queste componenti, pertanto la velocità massima cadde da 50 a 40 km/h; l'autonomia su strada si mantenne a 250 chilometri. Non fu prevista l'aggiunta di una radio, né di alcun tipo di riparo o protezione per l'equipaggio: oltre al pilota (sinistra dello scafo) e all'operatore della mitragliatrice (destra) si erano infatti aggiunti il comandante e il cannoniere, che collaboravano all'utilizzo dell'artiglieria all'aperto e a veicolo fermo. Carente si dimostrò inoltre lo spazio adibito al trasporto di munizioni per le armi di bordo.
In ordine di combattimento lo ZiS-30 pesava circa 4,5 tonnellate/5,9 tonnellate.